# Publio Sempronio Bleso
Publio Sempronio Bleso  fue un político y militar romano del siglo II a. C. perteneciente a la gens Sempronia.

## Familia
Bleso fue miembro de los Sempronios Blesos, una rama familiar plebeya de la gens Sempronia. Fue hijo de Cayo Sempronio Bleso, tribuno de la plebe, y hermano de Cayo Sempronio Bleso, gobernador de Sicilia.

## Carrera pública
En el año 191 a. C., siendo tribuno de la plebe, trató de retrasar que Publio Cornelio Escipión Nasica celebrara un triunfo sobre los boyos, alegando que estos todavía no habían sido completamente derrotados y que Quinto Minucio Termo necesitaba para enfrentarse a los ligures a los soldados que había traído a Roma para la parada. Sin embargo, ante la vehemente defensa del propio Escipión Nasica y la sanción del Senado, retiró su oposición.